# Баутиста, Алан
Ала́н Эрне́сто Баути́ста Гутье́ррес (исп. Alan Ernesto Bautista Gutiérrez; род. 11 июня 2002) — мексиканский футболист, полузащитник клуба «Пачука».

## Клубная карьера
Баутиста — воспитанник клуба «Пачука». 14 января 2024 года в матче против «Крус Асуль» он дебютировал в мексиканской Примере. 1 февраля в поединке против «Атласа» Алан забил свой первый гол за «Пачуку». В матчах Лиги чемпионов КОНКАКАФ против американского «Филадельфия Юнион» и коста-риканского «Эредиано» он забил по голу. В 2025 году Алан принял участие в клубном чемпионате мира в США. На турнире он сыграл в матчах против австрийского «Ред Булл Зальцбург», арабского «Аль-Хиляль» и мадридского «Реала».